# Brande-Grene Provsti
Brande-Grene Provsti var indtil et provsti i Ribe Stift. Provstiet lå i Billund Kommune og de tidligere Brande Kommune, Egtved Kommune, Give Kommune og Grindsted Kommune.
Brande-Grene Provsti bestod af flg. sogne, som nu indgår i 	Ikast-Brande Provsti og Grene Provsti :
- Blåhøj Sogn
- Brande Sogn
- Farre Kirkedistrikt
- Filskov Sogn
- Gadbjerg Sogn
- Give Sogn
- Givskud Sogn
- Grene Sogn
- Grindsted Sogn
- Hejnsvig Sogn
- Langelund Kirkedistrikt
- Lindeballe Sogn
- Nollund Kirkedistrikt
- Nørup Sogn
- Randbøl Sogn
- Ringive Sogn
- Skjoldbjerg Kirkedistrikt
- Skærlund Kirkedistrikt
- Stenderup Sogn
- Sønder Omme Sogn
- Thyregod Sogn
- Uhre Kirkedistrikt
- Urup Kirkedistrikt
- Vester Sogn
- Vesterhede Kirkedistrikt
- Vonge Kirkedistrikt
- Vorbasse Sogn
- Vorslunde Kirkedistrikt
- Øster Nykirke Sogn